# Edward José
Pour les articles homonymes, voir José.
Edward José né le 5 juillet 1865 à Rotterdam  et mort le 18 décembre 1930 à Nice, est un acteur, scénariste, réalisateur et producteur belge.

## Filmographie partielle

### Comme acteur
- 1910 : The Motor Fiend
- 1910 : How Rastus Gets His Turkey
- 1914 : Les Périls de Pauline (The Perils of Pauline) de Louis J. Gasnier et Donald MacKenzie : Sanford Marvin
- 1914 : A Leech of Industry : James Wright
- 1914 : The Stain : le juge Stevens
- 1914 : All Love Excelling : le père de Lord Edward
- 1914 : The Corsair : le lieutenant
- 1914 : The Walls of Jericho : rôle non crédité
- 1914 : The Taint de Sidney Olcott : Paul Chilton
- 1915 : Embrasse-moi, idiot (A Fool There Was) de Frank Powell : John Schuyler
- 1915 : The Celebrated Scandal : Don Julian
- 1915 : Anna Karénine de J. Gordon Edwards : le baron Alexis Karénine
- 1916 : Le Masque aux dents blanches (The Iron Claw) de George B. Seitz et lui-même : Manley

### Comme réalisateur
- 1915 : Simon, the Jester
- 1915 : The Closing Net
- 1915 : Nedra
- 1915 : The Beloved Vagabond (en)
- 1916 : Le Masque aux dents blanches (The Iron Claw)[4]
- 1916 : Ashes of Embers (en)
- 1916 : The Light that Failed
- 1916 : Le Courrier de Washington (Pearl of the Army) avec Pearl White[5]
- 1917 : Hungry Heart
- 1917 : Mayblossom (en)
- 1917 : Poppy
- 1917 : The Moth (en)
- 1917 : Her Silent Sacrifice
- 1918 : Woman and Wife
- 1918 : La Tosca (en)
- 1918 : Resurrection
- 1918 : Love's Conquest
- 1918 : Fedora
- 1918 : Private Peat
- 1918 : Vie d'artiste (A Woman of Impulse)
- 1918 : My Cousin
- 1919 : The Doctor and the Bricklayer
- 1919 : The Two Brides avec Lina Cavalieri[6]
- 1919 : Fires of Faith
- 1919 : The Splendid Romance
- 1919 : L'Île déserte (The Isle of Conquest)
- 1920 : The Fighting Shepherdess
- 1920 : Mothers of Men
- 1920 : The Yellow Typhoon
- 1920 : Sous le masque d'amour (The Riddle: Woman)
- 1921 : What Women Will Do
- 1921 : Her Lord and Master
- 1921 : The Scarab Ring
- 1921 : The Inner Chamber
- 1921 : Matrimonial Web
- 1921 : Rainbow
- 1922 : The Prodigal Judge
- 1922 : The Man from Downing Street
- 1922 : The Girl in His Room
- 1923 : God's Prodigal
- 1924 : Terreur
- 1925 : Le Puits de Jacob, d'après le roman de Pierre Benoit